# Jaromír Loužil
Jaromír Loužil (8. ledna 1926, Jaroměř – 1. srpna 2013, Praha) byl český filozof, kulturní historik, překladatel, editor a dlouholetý ředitel Literárního archivu.
Výrazně se zabýval česko-německými vztahy, dějinami filozofie, literatury a kultury 19. století. Nejvíce se proslavil jako spolueditor souborného díla Bernarda Bolzana (vycházelo od 70. let 20. století v nakladatelství Friedrich Frommann, Stuttgart).

## Studium
Jaromír Loužil studoval nejprve na reálném gymnáziu v Jaroměři. Poté, co byl jeho otec uvězněn za účast v odboji, pokračoval od roku 1941 ve studiu ve Dvoře Králové. V roce 1944 byl pracovně nasazen v Technische Nothilfe. Maturitu absolvoval v roce 1945 a následně šel studovat filozofii a sociologii na Filozofické fakultě Univerzity Karlovy. Vysokoškolské studium úspěšně dokončil v roce 1950 a souběžně zvládl absolvovat i dvouletý vysokoškolský kurs knihovnictví u Zdeňka V. Tobolky. Již v letech 1949–1950 navíc působil jako asistent na katedře filozofie, a to u Jana Blahoslava Kozáka a Josefa Krále ve filozofickém semináři FF UK. Po obhajobě dizertační práce Filozofické dílo Emila Svobody zpracované pod vedením J. B. Kozáka získal v roce 1950 titul PhDr.

## Kariéra
Po vysoké škole šel do vojenské služby. Od 50. let však nesměl z politických důvodů pokračovat v práci v akademickém prostředí. V roce 1952 se stal vedoucím Okresní knihovny v rodné Jaroměři. Roku 1956/1957 se stal zaměstnancem krajského muzea v Hradci Králové (dnes Muzeum východních Čech, tehdy Krajské vlastivědné muzeum v Hradci Králové). Nejprve působil jako odborný pracovník, ale již v roce 1958 se stal ředitelem instituce. V této funkci však příliš dlouho nezůstal, neboť v roce 1960 začal pracovat v Literárním archivu Národního muzea. I v tomto případě se brzy dostal do vedoucí pozice: vedoucím archivu byl od roku 1962. V roce 1964 byl Literární archiv převeden do Památníku národního písemnictví, přesto Loužil zůstal na vedoucí pozici, a to až do odvolání v roce 1973 (v roce 1970 byl vyškrtnut z KSČ). V instituci dále působil jen jako vědecký pracovník (1973–1982). V roce 1980/1982 se stal vedoucím Strahovské knihovny ve správě Památníku národního písemnictví. Do důchodu odešel roku 1986, tedy ve věku 60 let, pro neshody s vedením ústavu. V literárním archivu působil celkem 26 let.

## Rodina
Jaromír Loužil se narodil v rodině MUDr. Jana Loužila (1896–1960), který měl široké spektrum kulturních zájmů a udržoval kontakty s předními představiteli české kultury první republiky. Právě tato otevřená doba formovala jeho další směřování a kariéru. V období druhé světové války byl jeho otec vězněn Němci.
Byl dvakrát ženatý. Jeho první ženou byla filozofka Olga Loužilová (rozená Dušková, 1929–2018). Druhou ženou se stala literární kritička a spisovatelka Jarmila Mourková (1931–1992, sňatek v roce 1973).

## Tvorba
Od 50. let 20. století aktivně přispíval do mnoha populárních i odborných periodik: Jaroměřsko, Hlas Jaroměřska, Česká literatura, Filozofický časopis, Plamen, Glosy ze Strahova, Orientace, Philologica Pragensia, Deutsche Zeitschrift für Philosophie (Berlín), Studia filozoficzne (Varšava), Zeitschrift für deutsche Philologie (Berlín), Věda a život, Archivní časopis, Kraus-Hefte (Mnichov), Filozofia (Bratislava), Tvar, Prager Zeitung, Dějiny a současnost, Kritický sborník, Wissenschaftliche Zeitschrift der Martin Luther Universität (Halle–Wittenberg 1992), Práce Krajského muzea v HK, Literární archiv, Acta Universitatis Carolinae či Philosophica et Historica.
Založil a redigoval periodický sborník Hradecký kraj (1957–1959). V letech 1958–1959/60 byl vedoucím redaktorem časopisu Práce Krajského muzea v Hradci Králové a do roku 1966 byl členem redakční rady. Periodický sborník Literární archiv založil a následně redigoval v letech 1966–1974.
V roce 1965 obdržel vědecký titul CSc. (kandidát věd), a to díky obhájené práci Dialektický historismus německé klasické filosofie a jeho modifikace v díle Ignáce Jana Hanuše (školitelem prof. L. Svoboda). To bylo v době, kdy působil v Literárním archivu, a měl možnost zpracovat pozůstalosti I. I. Hanuše i Bernarda Bolzana. O obou vydal monografie (v roce 1971, resp. 1978).
Jaromír Loužil se zabýval filozofií, historií literatury a kultury, často právě ve filozofickém kontextu a česko-německými vztahy. V době působení ve východních Čechách, odkud pocházel, se věnoval národnímu obrození právě v tomto regionu včetně místních literátů té doby (např. Michal Silorád Patrčka, Uffo Horn). Díky rozsáhlým pramenným zdrojům v Literárním archivu Památníku národního písemnictví se mohl soustředit na zpracování pozůstalostí filozofů, což vedlo k posunu jeho zaměření více na pomezí filozofie a literatury. Věnoval se zejména myšlenkovým proudům v Čechách první poloviny 19. století. Do kontextu české i německé filozofie a literatury zařadil Františka Tomáše Bratranka, příslušníka hegelianismu a prvního autora, který v Česku interpretoval Goethova Fausta..
Sepsal studie nejen o F. T. Bratrankovi, ale i J. Jungmannovi, K. H. Máchovi a J. E. Purkyně. V nich se zabýval formováním novodobého českého národa v souvislosti s česko-německými vztahy a vlivy německy psané literatury na české území. Z toho pramenily i práce věnované Adalbertu Stifterovi či Karlu Krausovi.
Závěr aktivních pracovních let zaměřil především na překlady děl významných německých filozofů (Friedrich Heinrich Jacobi, Georg Wilhelm Friedrich Hegel, Immanuel Kant, Karl Jaspers, Max Scheller). Jeho vrcholem byl nový překlad klíčového Kantova díla Kritika čistého rozumu. Znalost německé filozofie uplatnil v doslovech či medailoncích, které publikoval.

### Výběr překladů z němčiny
- Biemel, Walter: Martin Heidegger (Martin Heidegger; studie, Praha, Mladá fronta 1995)
- Bolzano, Bernard: O nejlepším státě (Von dem besten Staate; výbor filozofických pojednání, Praha, Mladá fronta 1981, jako Vojtěch Bláha)
- Bolzano, Bernard: Vědosloví. Pokus o zevrubný a převážně nový výklad logiky se stálým zřetelem k dřívějším zpracovatelům (B. Bolzanos Wissenschaftslehre; výbor filozofických pojednání, Praha, Academia 1981, + Marie Bayerová)
- Bolzano, Bernard: Výbor z filosofických spisů (Praha, Svoboda 1981, + Jiří Černý)
- Bratránek, František Tomáš: Výklad Goethova Fausta (Erläuterungen zu Goethes Faust; E, Praha, Odeon 1982)
- Hegel, Georg Wilhelm Friedrich: Malá logika. Encyklopedie filozofických věd, 1. díl (System der Philosophie. Erster Teil. Die Logik; studie, Praha, Svoboda 1992)
- Janke, Wolfgang: Filosofie existence (Existenzphilosophie; filozofické pojednání, Praha, Mladá fronta 1994)
- Kant, Immanuel: Kritika praktického rozumu (Kritik der praktischer Vernunft; filozofické pojednání, Praha, Svoboda 1996)
- Purkyně, Jan Evangelista: Útržky ze zápisníku zemřelého přírodovědce (Papierstreifen aus dem Portefeuille eines verstorbenen Naturforschers; studie, Praha, Mladá fronta 1987)
- Scheler, Max: O studu (VE, Praha, Mladá fronta 1993)
- Scheler, Max: Řád lásky (Schriften zur Soziologie und Weltan schaungslehre; Schriften aus dem Nachlass; VE, Praha, Vyšehrad 1971)[9]

## Loužilova knihovna
V roce 2000 odprodal Loužil Knihovně Národního muzea část své knihovny – celkem 285 svazků, zejména starých tisků a knih z 19. století. Řadu z nich získal již jeho otec Jan Loužil (1893–1960). Nejcennějšími díly sbírky jsou české evangelické tisky z 2. poloviny 17. a z 18. století (reedice spisů Jana Amose Komenského, bratrských modlitebních knih a kancionálů) v exilových edicích německých a uherských tiskařů, které byly vytištěny v Drážďanech, Berlíně, Lipsku a Bratislavě. Kolekci knihovny doplňuje vlastní tvorba a knížky lidového čtení (pravděpodobně z 18. století).